# Silvio Spann
Pour les articles homonymes, voir Spann.
Silvio Reinaldo Spann, né le 21 août 1981 à Couva, est un footballeur international trinidadien. Il joue au poste de milieu de terrain avec l'équipe de Trinité-et-Tobago. 
C'est le fils d’un ancien joueur de football international, Leroy Spann.

## Carrière
Silvio possède 41 sélections et 2 buts en équipe nationale. Sa première sélection a eu lieu en juillet 2002 lors d'un match face à l'équipe de la Barbade.
Il a disputé la Gold Cup organisée par la CONCACAF en 2005.
Silvio Spann aurait dû participer à la Coupe du monde 2006 avec l'équipe de Trinité-et-Tobago. Mais il fut forfait à la suite d'une blessure et dut céder sa place à Evans Wise.